# Liste der Einträge im National Register of Historic Places im Lawrence County (Arkansas)

Lage des Lawrence Countys in Arkansas

Die Liste der Einträge im National Register of Historic Places im Lawrence County in Arkansas führt die Bauwerke und historischen Stätten im Lawrence County auf, die in das National Register of Historic Places aufgenommen wurden.

## Legende
| NRHP | Historic Place    |
| HD   | Historic District |

## Aktuelle Einträge
| [ 2 ] | Name                                      | Bild                                | Eintragsdatum        | Lage | Ort          | Beschreibung |
| ----- | ----------------------------------------- | ----------------------------------- | -------------------- | --- | ------------ | ------------ |
| 1     | Bethel Cemetery                           |                                     | 2011 ID-Nr. 11000354 | nördlich des AR 117 an der County Road 225 36° 6′ 6″ N, 91° 14′ 5″ W | Denton       |              |
| 2     | Dr. F.W. Buercklin House                  |                                     | 1998 ID-Nr. 98000882 | 104 Main Street 36° 5′ 15″ N, 91° 4′ 2″ W | Portia       |              |
| 3     | Cache River Bridge                        | Cache River Bridge                  | 1990 ID-Nr. 90000523 | Brücke des AR 25 über den Cache River 36° 4′ 9″ N, 90° 49′ 28″ W | Walnut Ridge |              |
| 4     | Clover Bend High School                   |                                     | 1983 ID-Nr. 83001159 | AR 228 35° 59′ 7″ N, 91° 5′ 15″ W | Clover Bend  |              |
| 5     | Clover Bend Historic District             |                                     | 1990 ID-Nr. 90001368 | AR 228 und County Road 1220 35° 58′ 57″ N, 91° 5′ 38″ W | Clover Bend  |              |
| 6     | Commandant’s House                        |                                     | 2010 ID-Nr. 09001251 | 264 McClellan Drive 36° 7′ 47″ N, 90° 56′ 21″ W | Walnut Ridge |              |
| 7     | Ficklin-Imboden House                     | Ficklin-Imboden House               | 1989 ID-Nr. 88003206 | 3rd Street Ecke Main Street 36° 4′ 55″ N, 91° 7′ 0″ W | Powhatan     |              |
| 8     | Dr. John Octavius Hatcher House           |                                     | 1992 ID-Nr. 92001358 | 210 3rd Street 36° 12′ 11″ N, 91° 10′ 28″ W | Imboden      |              |
| 9     | Home Economics-F.F.A. Building            |                                     | 1990 ID-Nr. 90000901 | City Park Drive 36° 5′ 6″ N, 91° 4′ 11″ W | Portia       |              |
| 10    | Imboden Methodist Episcopal Church, South |                                     | 2004 ID-Nr. 04000505 | 113 Main Street 36° 12′ 17″ N, 91° 10′ 25″ W | Imboden      |              |
| 11    | Missouri-Pacific Depot-Walnut Ridge       | Missouri-Pacific Depot-Walnut Ridge | 1992 ID-Nr. 92000622 | Southwest 1st Street 36° 4′ 3″ N, 90° 57′ 24″ W | Walnut Ridge |              |
| 12    | Old US 67, Alicia to Hoxie                |                                     | 2003 ID-Nr. 03000397 | 1st Street, County Roads 747 und 549, östlich des neuen US 67 35° 55′ 43″ N, 91° 3′ 39″ W                                                                               | Alicia       |              |
| 13    | Old Walnut Ridge Post Office              |                                     | 1994 ID-Nr. 94000496 | 225 West Main Street 36° 4′ 10″ N, 90° 57′ 27″ W | Walnut Ridge |              |
| 14    | Portia School                             |                                     | 1978 ID-Nr. 78000604 | City Park 36° 5′ 5″ N, 91° 4′ 15″ W | Portia       |              |
| 15    | Powhatan Courthouse                       | Powhatan Courthouse                 | 1970 ID-Nr. 70000122 | Abseits des AR 25 36° 4′ 54″ N, 91° 7′ 12″ W | Powhatan     |              |
| 16    | Powhatan Jail                             |                                     | 1989 ID-Nr. 88003205 | AR 25 36° 4′ 56″ N, 91° 7′ 6″ W | Powhatan     |              |
| 17    | Powhatan Methodist Church                 |                                     | 1977 ID-Nr. 77000260 | AR 25 36° 4′ 55″ N, 91° 7′ 12″ W | Powhatan     |              |
| 18    | Powhatan Schoolhouse                      |                                     | 1978 ID-Nr. 78000605 | AR 25 36° 4′ 55″ N, 91° 7′ 15″ W | Powhatan     |              |
| 19    | St. Louis-San Francisco Overpass          | St. Louis-San Francisco Overpass    | 1990 ID-Nr. 90000513 | Brücke des US 62 über den Spring River 36° 12′ 24″ N, 91° 10′ 17″ W | Imboden      |              |
| 20    | Smithville Public School Building         | Smithville Public School Building   | 1993 ID-Nr. 92001219 | AR 117 36° 4′ 48″ N, 91° 18′ 20″ W | Smithville   |              |
| 21    | Telephone Exchange Building               | Telephone Exchange Building         | 1989 ID-Nr. 88003207 | 1st Street Ecke Main Street 36° 4′ 54″ N, 91° 6′ 58″ W | Powhatan     |              |
| 22    | US 63 Black River Bridge                  |                                     | 2000 ID-Nr. 00000631 | US 63 36° 5′ 52″ N, 91° 5′ 32″ W | Black Rock   |              |
| 23    | Walnut Ridge Commercial Historic District |                                     | 2010 ID-Nr. 10000286 | Abgegrenzt durch East Main Street, West Main Street, North Front Street, South Front Street, West Vine Street und Southwest Third Street 36° 4′ 6,3″ N, 90° 57′ 21,4″ W | Walnut Ridge |              |

## Frühere Einträge
| [ 2 ] | Name               | Bild | Eintragsdatum        | Lage                               | Ort         | Beschreibung |
| ----- | ------------------ | ---- | -------------------- | ---------------------------------- | ----------- | ------------ |
| 1     | Alice French House |      | 2002 ID-Nr. 76000425 | AR 228 35° 58′ 57″ N, 91° 5′ 38″ W | Clover Bend |              |